# Vogelfreistätte Weihergebiet bei Mohrhof
Das Naturschutzgebiet Vogelfreistätte Weihergebiet bei Mohrhof liegt auf dem Gebiet des mittelfränkischen Landkreises Erlangen-Höchstadt.
Das Gebiet erstreckt sich südlich und südöstlich von Poppenwind, einem Ortsteil der Gemeinde Gremsdorf. Westlich verläuft die St 2263, östlich verlaufen die St 2240 und die A 3. Nördlich erstreckt sich das 26,25 ha große Naturschutzgebiet Weihergebiet bei Krausenbechhofen.

## Bedeutung
Das 128,87 ha große Gebiet mit der Nr. NSG-00167.01 wurde im Jahr 1982 unter Naturschutz gestellt. Es handelt sich um einen ausgedehnten Teichkomplex mit etwa 100 Teichen.